# Benedito Leite
Benedito Leite is een gemeente in de Braziliaanse deelstaat Maranhão. De gemeente telt 5.567 inwoners (schatting 2009).